# Truyện tranh Mỹ

"WATTS" "On to Wilmington" comic art - being the autobiography of my own life, together with other stuff and pomes (IA ibeingautobiogra00bentrich)

Một cuốn truyện tranh của Mỹ là một cuốn sách mỏng, trung bình 32 trang và chứa truyện tranh. Trong khi hình thức bắt đầu từ năm 1933, truyện tranh Mỹ lần đầu tiên trở nên phổ biến sau khi xuất bản năm 1938 của Action Comics, trong đó có sự ra mắt của siêu anh hùng Siêu Nhân. Tiếp theo là sự bùng nổ siêu anh hùng kéo dài cho đến khi kết thúc Thế chiến thứ hai. Sau chiến tranh, cho đến khi các siêu anh hùng bị gạt ra ngoài lề, ngành công nghiệp truyện tranh nhanh chóng mở rộng và các thể loại như kinh dị, tội phạm, khoa học viễn tưởng và lãng mạn trở nên phổ biến. Những năm 1950 chứng kiến sự suy giảm dần dần, do sự chuyển dịch khỏi phương tiện in ấn sau sự xuất hiện của truyền hình và tác động của Cơ quan quản lý mã truyện tranh. Cuối những năm 1950 và những năm 1960 chứng kiến sự hồi sinh của các siêu anh hùng và các siêu anh hùng vẫn là nguyên mẫu nhân vật thống trị trong suốt cuối thế kỷ 20 đến thế kỷ 21.
Một số người hâm mộ sưu tập truyện tranh, giúp nâng cao giá trị của chúng. Một số đã được bán với giá hơn 1 triệu đô la Mỹ. Các cửa hàng truyện tranh phục vụ người hâm mộ, bán truyện tranh, bao tay nhựa ("túi") và bìa cứng ("bảng") để bảo vệ truyện tranh.
Truyện tranh Mỹ còn được gọi là truyện tranh trên đĩa mềm. Nó thường mỏng và được ghim, không giống như những cuốn sách truyền thống. Truyện tranh Mỹ là một trong ba ngành công nghiệp truyện tranh lớn trên toàn cầu cùng với truyện tranh Nhật Bản và truyện tranh Pháp-Bỉ.